# Gle Tului
Gle Tului är ett berg i Indonesien.   Det ligger i provinsen Aceh, i den västra delen av landet, 1 800 km nordväst om huvudstaden Jakarta. Toppen på Gle Tului är 265 meter över havet.
Terrängen runt Gle Tului är kuperad åt sydost, men åt nordväst är den bergig. Runt Gle Tului är det glesbefolkat, med 9 invånare per kvadratkilometer. I omgivningarna runt Gle Tului växer i huvudsak städsegrön lövskog.